# Dobrcz (gmina)
Dobrcz – gmina wiejska w Polsce położona w województwie kujawsko-pomorskim, w powiecie bydgoskim. W latach 1975–1998 gmina administracyjnie należała do województwa bydgoskiego.
Siedzibą gminy jest Dobrcz.
Gmina Dobrcz podzielona jest na 21 sołectw. Składają się na nie 32 miejscowości. Największym pod względem zajmowanej powierzchni jest sołectwo Magdalenka, natomiast najmniejszy teren zajmuje Augustowo.

## Położenie
Gmina położona jest w powiecie bydgoskim, na północ od Bydgoszczy. Przez teren gminy przebiegają ważne szlaki komunikacyjne: magistrala kolejowa, łącząca Śląsk z portami Trójmiasta oraz droga krajowa nr 5 z Wybrzeża Gdańskiego do Bydgoszczy i dalej do Poznania i Wrocławia. Przez gminę przebiega również droga krajowa nr 56.
Przyczynia się to, obok bliskości dużej aglomeracji bydgoskiej, do rozwoju szeregu zakładów i stopniowej zmiany charakteru gminy na najbardziej obecnie pożądany – wielofunkcyjny.

## Struktura powierzchni
Według danych z roku 2008 powierzchnia gminy zajmuje obszar 13 070 ha. Z tego użytki rolne to 10 483 ha (czyli 81% ogółu powierzchni), grunty orne – 9394 ha. Użytki leśne to około 7% powierzchni. Grunty można ogólnie zaliczyć do gleb średniej wartości użytkowo – rolniczej. Ponad połowę stanowią grunty klasy IIIb i IVa.
Gmina Dobrcz stanowi 9,35% powierzchni powiatu bydgoskiego.

## Ochrona przyrody
Na obszarze gminy są usytuowane 2 rezerwaty przyrody:
- Rezerwat przyrody Augustowo – chroni torfowisko przejściowe wraz z naturalną roślinnością
- Projektowany rezerwat przyrody Kozielec – chroni stanowisko lnu austriackiego

Cześć powierzchni gminy zajmuje Park Krajobrazowy Doliny Dolnej Wisły.

### Pomniki przyrody
Na terenie gminy znajduje się 38 pomników przyrody: 16 pojedynczych drzew, 17 grup drzew, 2 aleje, 2 głazy narzutowe i 1 jaskinia.

## Gospodarka
Na terenie Gminy działa 914 indywidualnych gospodarstw rolnych o powierzchni powyżej 1 ha. Zajmują one obszar 8012 ha. Ich średnia powierzchnia to 8,76 ha. Działki rolne o powierzchni 0,5 do 1 ha – 186. Działki rolne o powierzchni poniżej 0,5 ha – 1302.
Pomimo z reguły rolniczego charakteru gminy funkcjonuje tutaj około 490 przedsiębiorców. Działa także 14 dobrze wyposażonych gospodarstw agroturystycznych.

## Populacja
Gminę zamieszkuje 12 068 mieszkańców, z których 2605 osób to dzieci i młodzież w wieku do 18 lat. Gęstość zaludnienia wynosi 96 osób na km² (w roku 2022 według GUS).
Dane na dzień 31 grudnia 2023:
| Opis                              | Ogółem | Ogółem | Kobiety | Kobiety | Mężczyźni | Mężczyźni |
| --------------------------------- | ------ | ------ | ------- | ------- | --------- | --------- |
| jednostka                         | osób   | %      | osób    | %       | osób      | %         |
| populacja                         | 12068  | 100    | 6103    | 50,6    | 5965      | 49,4      |
| gęstość zaludnienia (mieszk./km²) | 91,2   | 91,2   | 46,2    | 46,2    | 45        | 45        |

## Demografia
- Piramida wieku mieszkańców gminy Dobrcz w 2022 roku[5].

## Zabytki
Wykaz zarejestrowanych zabytków nieruchomych na terenie gminy:
- zespół dworski z końca XIX w. w Gądeczu, obejmujący: dwór i park, nr A/1078/1-2 z 12.12.1994 roku
- pozostałości zespołu dworskiego w Karolewie, obejmujące: oficynę i park z połowy XIX w., nr A/372/1-2 z 04.10.1993 roku
- zespół dworski w Kotomierzu, obejmujący: dwór z 1880 roku; park z początku XIX w., nr A/1001/1-2 z 05.06.1987 roku
- drewniany kościół filialny pod wezwaniem Niepokalanego Poczęcia Najświętszej Maryi Panny z 1906 roku w Kozielcu, nr A/787 z 23.10.1991 roku
- zespół dworski z drugiej połowy XIX w. w Paulinach, obejmujący: dwór z 1880 roku; park z końca XIX w.; ogrodzenie, nr A/346/1-3 z 10.12.1992 roku
- zespół pałacowy z drugiej połowy XIX w. w Trzebieniu, obejmujący: pałac i park, nr A/402/1-2 z 17.03.1994 roku
- zespół dworski w Trzęsaczu, obejmujący: dwór z drugiej połowy XIX w.; park z przełomu XIX/XX w.; oborę z 1876; oborę z 1883; spichrz, 1856 roku, nr A/288/1-5 z 29.10.1991 roku
- drewniany kościół parafii pod wezwaniem św. Marii Magdaleny z XVII w. we Włókach, nr 321 z 08.06.1955 roku.

## Miejscowości w gminie
Gmina Dobrcz podzielona jest na 21 sołectw. Składają się na nie 32 miejscowości. Największym pod względem zajmowanej powierzchni jest sołectwo Magdalenka, którego teren zajmuje 1126 ha, natomiast najmniejszy teren zajmuje Augustowo o powierzchni 137 ha.

### Sołectwa
Augustowo, Borówno, Dobrcz, Gądecz, Kotomierz, Kozielec, Kusowo, Magdalenka, Nekla, Pauliny, Sienno, Stronno, Strzelce Dolne, Strzelce Górne, Suponin, Trzebień, Trzeciewiec, Trzęsacz, Włóki, Wudzyn, Wudzynek, Zalesie.

### Pozostałe miejscowości
Aleksandrowiec, Aleksandrowo, Chełmszczonka, Hutna Wieś, Karczemka, Karolewo, Linówiec, Marcelewo, Pyszczyn, Zła Wieś.

## Sąsiednie gminy
Bydgoszcz, Dąbrowa Chełmińska, Koronowo, Osielsko, Pruszcz

## Edukacja
Na terenie gminy znajduje się 7 szkół – w tym:
- 6 szkół podstawowych w miejscowościach: Borówno, Dobrcz, Kotomierz, Kozielec, Stronno (filia szkoły w Wudzynie), Strzelce Górne i Wudzyn
- Zespół Szkół Agro-Ekonomicznych w Karolewie

## Parafie
W gminie znajduje się 5 parafii:
- Parafia św. Barbary w Wudzynie
- Parafia św. Wawrzyńca w Dobrczu
- Parafia św. Alberta Chmielowskiego w Kotomierzu
- Parafia św. Stanisława Kostki w Strzelcach Górnych
- Parafia Matki Bożej Królowej Polski we Włókach.

## Miasta partnerskie
- Bohusław
- Castorano